# Préfet d'Égypte
Le préfet d'Égypte est un haut fonctionnaire désigné par l'empereur romain, son délégué personnel, pour diriger Alexandrie et l'Égypte. Il s'agit donc du gouverneur impérial de la province, poste réservée aux chevaliers romains. L'intitulé latin complet est praefectus Alexandriae et Aegypti. Les textes grecs le nomment Ẻπαρχος (éparkhos).

## Création et fonctionnement du poste
Octavien César (le futur Auguste) crée cette fonction au lendemain des disparitions de Marc Antoine et de Cléopatre à Alexandrie en 30 av. J.-C.
L'empereur se pose en successeur des rois de l'Égypte antique, avec la volonté de garder pour lui la haute main sur cette conquête, sa position de repli stratégique, la richesse de ce pays et du tribut que l'on peut en extraire, une importante réserve d'hommes.
Octavien César choisit un chevalier romain (membre de l'Ordre équestre) qu'il dote d'un imperium (pouvoir de commandement suprême) et d'un rang proconsulaire.

## Histoire de la fonction
En 30 av. J.-C., le premier préfet d'Égypte est un ami d'Octavien, Caius Cornelius Gallus. Celui-ci vient de participer à la conquête de l'Égypte depuis la Cyrénaïque jusqu'à Alexandrie et la Nubie.
Au début du règne de Galba, le successeur de Néron, un édit du préfet Tiberius Julius Alexander fixe des points de doctrines juridiques propres à l'Égypte romaine : lutte contre les abus des créanciers, fixation de la jurisprudence relative aux points de droits déjà tranchés et force de loi des précédents judiciaires tranchés en conventus devant le préfet d'Égypte, lutte contre la délation, force de loi du canon fiscal (Gnômôn de l'Idiologue) et plusieurs autres mesures relatives au fisc.
Dans le cadre des grandes réformes de l'Empire romain, lors de la Tétrarchie, un édit du préfet d'Égypte, Aristidus Optatis, publie en 297 l'adaptation à l'Égypte de la réforme fiscale de Dioclétien.
Lors de la réforme territoriale de l'Empire, entre 292/293 et 297/298, l'Égypte est divisée en trois provinces intégrées au Diocèse d'Orient. Toutefois, les trois provinces d'Égypte, l'Égypte herculienne, l'Égypte jovienne et la Thébaïde restent regroupées sous l'autorité éminente du préfet équestre d'Égypte.

## Outils d'études
- La liste des préfets d'Égypte de Caius Cornelius Gallus (30 – 26 av. J.-C.) à Aelius Publius (298 – 299) a été dressée par Andrea Jördens : (de) Andrea Jördens, Statthalterliche Verwaltung in der römischen Kaiserzeit : Studien zum praefectus Aegypti, Steiner, 2009, p. 528-531.
- Une liste de cinquante-trois édits de préfets d'Égypte a été publiée par le professeur Joseph Mélèze-Modrzejewski dans l'ouvrage collectif Les lois des Romains, Jovene Editore, 1977, pages 338 à 342.
- Une étude juridique et papyrologique a été réalisée par Michel Humbert, sous la direction de Jean Gaudemet, Aspects de l'Empire romain : La juridiction du Préfet d'Egypte d'Auguste à Dioclétien, P.U.F., 1964, p. 95 à 142.

## Liste des préfets d'Égypte
| Date                        | Nom latin                                 |
| --------------------------- | ----------------------------------------- |
| 30 – 26 av. J.-C.           | Caius Cornelius Gallus                    |
| 25 – 24 av. J.-C.           | Aelius Gallus                             |
| 24 – 22 av. J.-C.           | Publius Petronius                         |
| 21 – 16 av. J.-C.           | ---                                       |
| 15/14 – 13/12 av. J.-C.     | Publius Rubrius Barbarus                  |
| 11 – 8 av. J.-C.            | ---                                       |
| 7 – 4 av. J.-C.             | Gaius Turranius                           |
| 2/1 av. J.-C. – 3 ap. J.-C. | Publius Octavius                          |
| 4 – 8                       | ---                                       |
| 9/10                        | Publius Ostorius Scapula                  |
| 10/11                       | Gaius Iulius Aquila                       |
| 11 – 14                     | Lucius Antonius Pedo                      |
| 14/15                       | Marcus Magius Maximus                     |
| 15 – 21                     | Lucius Seius Strabo                       |
| 21 – 27                     | Gaius Galerius                            |
| 28 – 31                     | Publius Flavius Hiberus                   |
| 32 – 38                     | Aulus Avilius Flaccus                     |
| 38                          | Quintus Naevius Sutorius Macro            |
| 39 – 41                     | Gaius Vitrasius Pollio                    |
| 41 – 42                     | Lucius Aemilius Rectus                    |
| entre 42 et 45              | Marcus Heius                              |
| 45 – 47                     | Gaius Iulius Postumus                     |
| 47 – 52                     | Gnaeus Vergilius Capito                   |
| 53 – 54                     | Lucius Lusius Geta                        |
| 55 – 59                     | Tiberius Claudius Balbillus (en)          |
| 60 – 62                     | Lucius Julius Vestinus                    |
| 63 – 64                     | Gaius Caecina Tuscus                      |
| 66 – 69                     | Tiberius Julius Alexander                 |
| 70 – 72                     | Lucius Peducaeus Colonus                  |
| 73                          | Tiberius Iulius Lupus                     |
| 74                          | Valerius (?) Paulinus                     |
| 75 – 76                     | [S]ept[imius ?] Nu[                       |
| 78 – 79                     | Gaius Aeternius Fronto                    |
| 80/81 – 82                  | Gaius Tettius Africanus Cassianus Priscus |
| 83                          | Lucius Laberius Maximus                   |
| 84                          | Lucius Iulius Ursus                       |
| 85 – 88                     | Gaius Septimius Vegetus                   |
| 89 – 91/92                  | Marcus Mettius Rufus                      |
| 92 – 93                     | Titus Petronius Secundus                  |
| 94 – 98                     | Marcus Iunius Rufus                       |
| 98 – 100                    | Caius Pompeius Planta                     |
| 100/101 – 103               | Caius Minicius Italus                     |
| 103 – 107                   | Caius Vibius Maximus                      |
| 107 – 112                   | Servius Sulpicius Similis                 |
| 113 – 117                   | Marcus Rutilius Lupus                     |
| 117 – 119                   | Quintus Rammius Martialis                 |
| 120 – 124                   | Titus Haterius Nepos                      |
| 124 – 126?                  | Petronius Quadratus                       |
| 126(125 ?) – 133            | Titus Flavius Titianus                    |
| 133 – 137                   | Marcus Petronius Mamertinus               |
| 137 – 142                   | Gaius Avidius Heliodorus                  |
| 142 – 143                   | Gaius Valerius Eudaemon                   |
| 144 – 147                   | Lucius Valerius Proculus                  |
| 147 – 148                   | Marcus Petronius Honoratus                |
| 150 – 154                   | Lucius Munatius Felix                     |
| 154 – 159                   | Marcus Sempronius Liberalis               |
| 159 – 160                   | Titus Furius Victorinus                   |
| 161                         | Lucius Volusius Maecianus                 |
| 161/162 – 164               | Marcus Annius Suriacus                    |
| 164 – 167                   | Titus Flavius Titianus                    |
| 167 – 168                   | Quintus Baienus Blassianus                |
| 168 – 169                   | Marcus Bassaeus Rufus                     |
| 169 – 175                   | Gaius Calvisius Statianus                 |
| 176                         | Gaius Caecilius Salvianus                 |
| 176 – 179                   | Titus Pactumeius Magnus                   |
| 178 – 180                   | Titus Aius Sanctus                        |
| 180 – 181                   | Titus Flavius Piso                        |
| 181 – 183                   | Decimus Veturius Macrinus                 |
| 185                         | Titus Longaeus Rufus                      |
| 186 – 187                   | Pomponius Faustinianus                    |
| 188                         | Aurelius Verianus                         |
| 188                         | Marcus Aurelius Papirius Dionysius        |
| 189 – 190                   | Quintus Tineius Demetrius                 |
| 191 – 193                   | Larcius Memor                             |
| 193 – 194                   | Lucius Mantennius Sabinus                 |
| 195 – 196                   | Marcus Ulpius Primianus                   |
| 197 – 199                   | Quintus Aemilius Saturninus               |
| 200 – 203                   | Quintus Maecius Laetus                    |
| 204 – 205/206               | Claudius Iulianus                         |
| 206 – 210                   | Tiberius Claudius Subatianus Aquila       |
| 212 – 213                   | Lucius Baebius Aurelius Iuncinus          |
| 215                         | Marcus Aurelius Septimius Heraclitus      |
| 215/216                     | Aurelius Antinous                         |
| 216 – 217                   | Lucius Valerius Datus                     |
| 218                         | Iulius Basilianus                         |
| 219 ?                       | Callistianus                              |
| 219 – 220                   | Geminius Chrestus                         |
| 222                         | Lucius Domitius Honoratus                 |
| 222 – 223                   | Marcus Aedinius Iulianus                  |
| 223/224 ?                   | ]alerius                                  |
| 224                         | Marcus Aurelius Épagathus                 |
| 225                         | Tiberius Claudius Herennianus             |
| entre 225 et 230            | Claudius Claudianus                       |
| 229/230                     | Claudius Masculinus                       |
| 230 ? – 231/232             | Marcus Aurelius Zeno Ianuarius            |
| 231/232 – 236               | Mevius Honoratianus                       |
| 237                         | Corellius Galba                           |
| 239 – 240                   | Lucius Lucrecius Annianus                 |
| 240 – 242                   | Cnaeus Domitius Philippus                 |
| 242 – 245                   | Aurelius Basileus                         |
| 245 – 247/248 ?             | Gaius Valerius Firmus                     |
| 249 – 250                   | Aurelius Appius Sabinus                   |
| 250/251 – 252               | Faltonius Restitutianus                   |
| 252/253                     | Lisennius Proculus                        |
| 253                         | ]dius Rufinianus                          |
| entre 247 et 257            | Lucius Titinius Clodianus Consultius      |
| 253 – 256                   | Titus Magnius Felix Crescentillianus      |
| 269 – 261                   | Lucius Mussius Aemilianus                 |
| 262 – 263                   | Aurelius Theodotus                        |
| 264/265                     | Gaius Claudius Firmus                     |
| 266/267                     | Iuvenius Genialis                         |
| 270                         | Tenagino Probus                           |
| 271                         | Iulius Marcellinus                        |
| 271 – 272/3                 | Statilius Ammianus                        |
| 273 ? – 274                 | Gaius Claudius Firmus                     |
| 275 – 279                   | ---                                       |
| 279 – 281/282               | Hadrianius Sallustius                     |
| 282 – 284                   | Pomponius Ianuarianus                     |
| 284 – 286                   | Marcus Aurelius Diogenes                  |
| 286/287                     | Bellicius Peregrinus                      |
| 287 – 290                   | Gaius Valerius Pompeianus                 |
| 290 – 292                   | Titius Honoratus                          |
| 292/293                     | Rupilius Felix                            |
| 293 - 297                   | ---                                       |
| 297                         | Aristius Optatus                          |
| 298                         | Aemilius Rusticianus                      |
| 298 – 299                   | Aelius Publius                            |
| 299 – 300                   | Heraclius                                 |
| 303/311                     | Apollonius                                |
| 303 (ca.)                   | Eustratius (?)                            |
| 303 – 306                   | Clodius Culcianus                         |
| 307                         | Sossianus Hieroclus                       |
| 308                         | Valerius Victorinus                       |
| 308 – 309                   | Aelius Hyginus                            |
| 310 (ca.)                   | Titinnius Clodianus                       |
| 312                         | Aurelius Ammonius                         |
| 314                         | Iulius Iulianus                           |
| 314 - ca.327                | ---                                       |
| 328                         | Aurelius Apion                            |
| 328 – 329                   | Septimius Zenius                          |
| 330                         | Flavius Magnilianus                       |
| 331                         | Florentius                                |
| 331 – 332                   | Flavius Hyginus                           |
| 333 – 335                   | Paterius                                  |
| 335 – 337                   | Flavius Philagrius                        |
| 337(?) – 338                | Flavius Antonius Theodorus                |
| 338 – 340                   | Flavius Philagrius II                     |
| 341 – 343                   | Longinus                                  |
| 344                         | Palladius                                 |
| 345 – 352                   | Nestorius                                 |
| 353 – 354                   | Sebastianus                               |
| 355 – 356                   | Maximus                                   |
| 356 – 357                   | Cataphronius                              |
| 357 – 359                   | Parnassius                                |
| 357 – ca. 359               | Pomponius Metrodorus                      |
| 359                         | Italicianus                               |
| 359 – 361                   | Faustinus                                 |
| 361 – 362                   | Gerontius                                 |
| 362 – 363                   | Ecdicius Olimpus                          |
| 364                         | Hierius                                   |
| 364                         | Maximus                                   |
| 364 – 366                   | Flavianus                                 |
| 366–367                     | Proclianus                                |
| 367 – 370                   | Flavius Eutolmius Tatianus                |
| 370 – 371                   | Olympius Palladius                        |
| 371 – 37                    | Aelius Palladius                          |
| 376 (?)                     | Publius                                   |
| 379                         | Bassianus (?)                             |
| 379                         | Hadrianus (?)                             |
| 380                         | Iulianus                                  |
| 381 – 382 (?)               | Antoninus                                 |
| 382                         | Palladius                                 |
| 383                         | Hypatius                                  |
| 384                         | Optatus                                   |
| 384 – 386                   | Florentius                                |
| 386                         | Paulinus                                  |
| 387                         | Eusebius                                  |
| 388                         | Flavius Ulpius Erythrius                  |
| 388 – 390                   | Alexander                                 |
| 391                         | Evagrius                                  |
| 392 (Avril–Juin)            | Hypatius II                               |
| 392 (Juin–Août)             | Potamius                                  |
| 393 - 395                   | ---                                       |
| 396                         | Remigius                                  |
| 397                         | Archelaus                                 |
| 398/404                     | Paulacius                                 |
| 403/404                     | Pentadius                                 |
| 403/404                     | Euthalius                                 |
| 405 - 414                   | ?                                         |
| 415                         | Orestus                                   |
| 416 - 421                   | ?                                         |
| 422(?)                      | Callistus                                 |
| 423(?) - 434                | ?                                         |
| 435                         | Cleopater                                 |
| 436 - 442                   | ?                                         |
| 443(?)                      | Charmosynus                               |
| 444 - 450                   | ?                                         |
| 451                         | Theodorus                                 |
| 453                         | Florus                                    |
| 457                         | Nicolaus                                  |
| 458 - 467                   | ?                                         |
| 468 – 469                   | Flavius Alexander                         |
| 470 - 476                   | ?                                         |
| 475/476                     | Boethius                                  |
| 477                         | Anthemius                                 |
| 478/480 (ca.)               | Theoctistus                               |
| 482 (ca.)                   | Teognosto                                 |
| 482                         | Pergamius                                 |
| 482.                        | ?                                         |
| 482/490                     | Entrechius                                |
| 487                         | Theodorus                                 |
| 487                         | Arsenius                                  |
| 488 - 515                   | ?                                         |
| 516                         | Theodosius                                |
| 518/523                     | Flavius Strategius                        |
| 519                         | ?                                         |
| 520                         | Licinius                                  |
| 521 - 526                   | ?                                         |
| 527 – ?                     | Hephaestus                                |
| 528(?) - 534                | ?                                         |
| 535 – ?                     | Dioscorus                                 |
| 536(?)                      | ?                                         |
| 537 – ?                     | Rhodon                                    |
| 539 – 542                   | Petrus Marcellinus Felix Liberius         |
| 542 – ?                     | Johannes Laxarion                         |
| 543(?) - 559                | ?                                         |
| 560 – ? (ca.)               | Favorinus                                 |
| 561(?) - 565                | ?                                         |
| 566 – ?                     | Justinus / Germanus Gestinius             |
| 567(?) - 581                | ?                                         |
| 582 – ?                     | Johannes I                                |
| 585 – ? (ca.)               | Paulus                                    |
| 588 – ? (ca.)               | Johannes II                               |
| 592 – ? (ca.)               | Constantinus                              |
| 595 – ? (ca.)               | Menas                                     |
| 600 – 603                   | Petrus Gestinius                          |
| 604 - 605                   | ?                                         |
| 606 – ?                     | Johannes                                  |
| 614 – ?                     | Niketas                                   |
| 616 - 628                   | Domination de l'Empire perse              |
| 616 – 628                   | Benjamin                                  |
| 628 – 642                   | Empire romain d'Orient                    |
| 629 – 640                   | Anastasius                                |
| 640                         | Cers                                      |
| 641 – 642                   | Theodoros                                 |